# Димитър Кангалджиев
Димитър Русев Кангалджиев е български полицай, главен комисар от Министерството на вътрешните работи, заместник главен секретар на Министерството на вътрешните работи от 30 ноември 2023 г.

## Биография
Роден е на 15 март 1982 г. Завършва специалност „Противодействие на престъпността и опазване на обществения ред“ в Академията на МВР и магистратура по право в ЮЗУ „Неофит Рилски“. Постъпва в системата на МВР през 2005 г. като разузнавач в отдел „Криминална полиция“ – СДВР, а след това е разузнавач в отдел „Контратероризъм“ – ГДБОП. Между 2010 и 2015 г. е началник на група „Криминална полиция“ към РУП – Костинброд. От 2015 до 2016 г. е началник на Районното управление на МВР в Ботевград. В периода 2016 – 2019 г. е началник на сектор в отдел „Криминална полиция“ към Главна дирекция „Национална полиция“. От 2019 до 2021 г. е началник на сектор в отдел „Специални операции“ – ГДБОП. В периода 30 май 2021 – 27 септември 2023 г. е заместник-директор на ГДБОП. На 28 септември 2023 г. е назначен за временно изпълняващ длъжността заместник главен секретар на МВР. От 30 ноември 2023 г. е назначен на поста за постоянно. От 10 април до 27 септември 2024 г. е временно изпълняващ длъжността главен секретар на МВР.